# Дворцовый переворот 1741 года

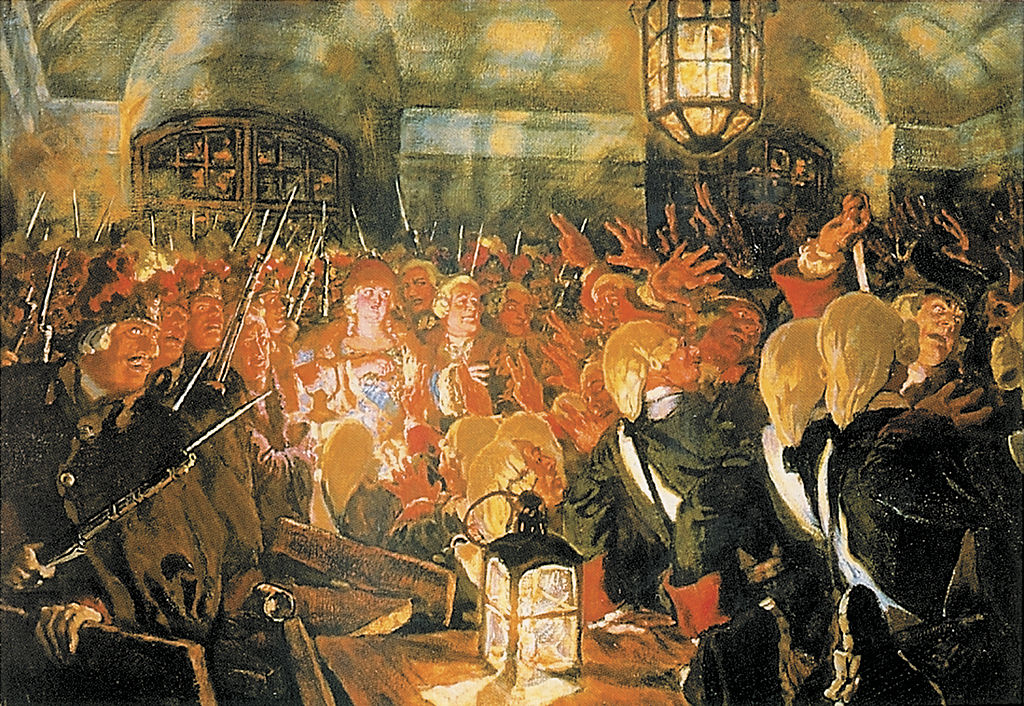
Преображенцы провозглашают императрицей Елизавету Петровну. Картина Е. Е. Лансере.

Переворот 25 ноября (6 декабря) 1741 года — один из дворцовых переворотов в России XVIII века, в ходе которого были свергнуты малолетний император Иоанн Антонович и его родители, а на престол возведена дочь Петра I — 31-летняя Елизавета Петровна. Его называют самым бескровным государственным переворотом в истории России.
По мнению доктора исторических наук В. С. Измозика, Елизавета взошла на престол в результате предательства военных.

## Подготовка заговора
Переворот этот не был ни для кого неожиданностью. Слухи о нём расходились по столице и стали достоянием правительства. Нити заговора не распространялись в сердце высшего общества, и круг сторонников Елизаветы ограничивался в основном «кавалерами» её двора. В подготовке переворота участвовали те, кто стали впоследствии опорой Елизаветы в годы её правления: лейб-медик И. Г. Лесток, её фаворит А. Г. Разумовский, а также братья Александр и Пётр Шуваловы и М. И. Воронцов. Руководителями заговора являлись Лесток и сама Елизавета.

Дипломатическую и финансовую поддержку заговору обеспечивал французский посланник маркиз де Шетарди. Французское правительство не устраивало то, что глава русской дипломатии А. И. Остерман твёрдо держался австро-русского альянса. Накануне неизбежной войны за австрийское наследство французы стремились разрушить австро-русскую смычку. Кроме того, давние союзные отношения со Швецией вынуждали французов действовать в шведских интересах в условиях разгоравшейся русско-шведской войны. Шведы же считали, что неразбериха, порождённая в Петербурге государственным переворотом, неизбежно ослабит позиции русских. 

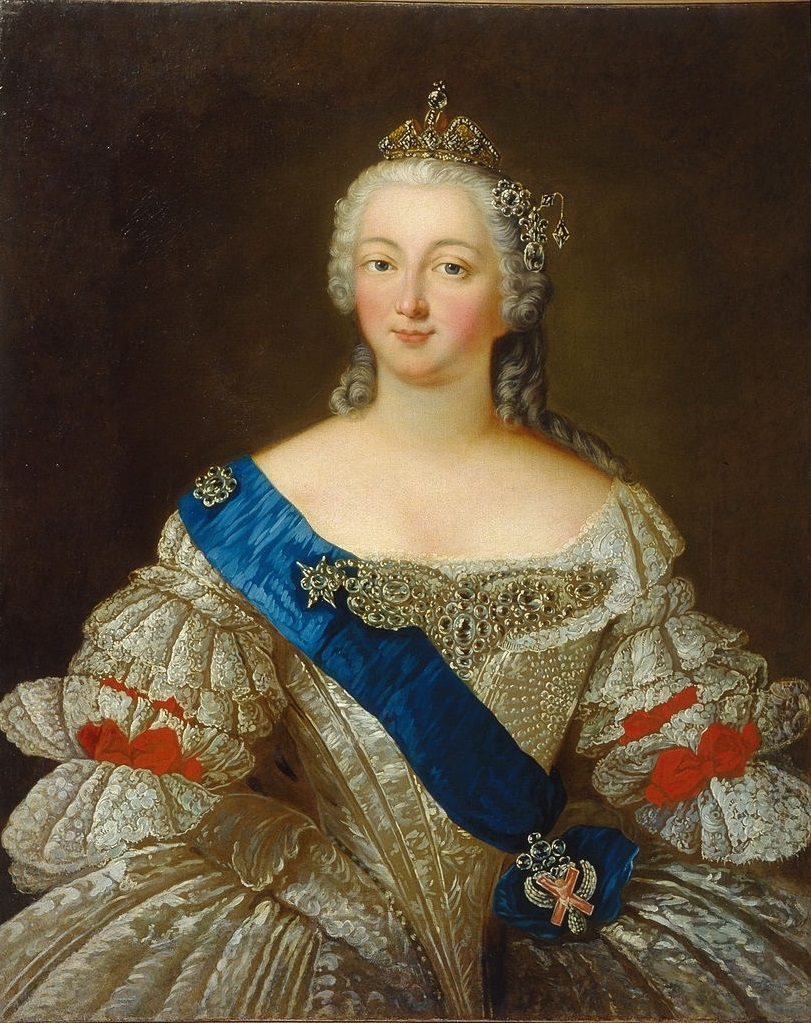
Елизавета Петровна

Центром движения в пользу дочери Петра I стали казармы гвардейского Преображенского полка. Немало потрудилась для завоевания симпатий гвардейцев и сама цесаревна. Она часто проводила время в казармах «без этикета и церемоний», одаривала гвардейцев деньгами и крестила их детей. Солдаты не называли её иначе, как «матушка». Она в свою очередь называла их «дети мои».
В 1737 году правительство Анны Иоанновны казнило прапорщика Преображенского полка А. Барятинского за намерение поднять «человек с триста друзей» ради Елизаветы. В 1740 году гвардейцы, арестовывавшие Бирона, судя по признаниям Миниха, ожидали, что власть перейдет именно к Елизавете. Для них дочь Петра превратилась в символ национальной государственности, противопоставляемой засилью «немцев».
Гвардия настроилась на решительные действия. В июне 1741 года несколько гвардейцев встретили Елизавету в Летнем саду и сказали ей: «Матушка, мы все готовы и только ждём твоих приказаний». В ответ они услышали: «Разойдитесь, ведите себя смирно: минута действовать ещё не наступила. Я вас велю предупредить».
Правительницу Анну Леопольдовну, а также её министров неоднократно предупреждали о честолюбивых намерениях Елизаветы. Об этом доносили шпионы, писали дипломаты из разных стран. Но больше всего первого министра Остермана встревожило письмо, пришедшее из Силезии, из Бреславля. Хорошо информированный агент сообщал, что заговор Елизаветы окончательно оформился и близок к осуществлению, необходимо немедленно арестовать лейб‑медика цесаревны Лестока, в руках которого сосредоточены все нити заговора.
Анна Леопольдовна не послушалась тех, кто советовал задержать Лестока. На ближайшем куртаге при дворе 23 ноября (4 декабря) 1741 года, прервав карточную игру, правительница встала из‑за стола и пригласила тётушку в соседний покой. Держа в руках бреславское письмо, она попыталась приструнить Елизавету по-семейному. Когда обе дамы вновь вышли к гостям, они были весьма взволнованы, что тотчас отметили присутствовавшие на куртаге дипломаты. Вскоре Елизавета уехала домой. Как писал в своих «Записках» генерал К. Г. Манштейн, «цесаревна прекрасно выдержала этот разговор, она уверяла великую княгиню, что никогда не имела в мыслях предпринять что‑либо против неё или против её сына, что она была слишком религиозна, чтобы нарушить данную ей присягу, и что все эти известия сообщены её врагами, желавшими сделать её несчастливой…»

## В казармах преображенцев

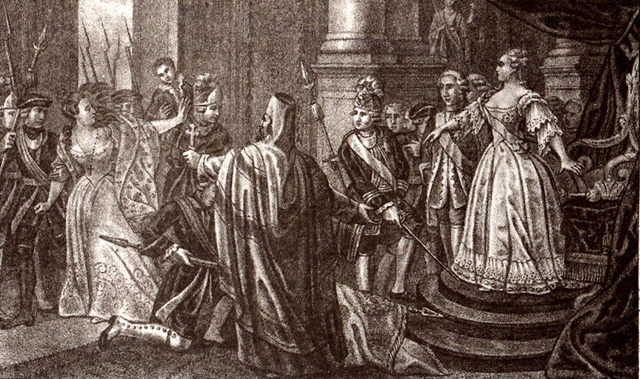
Елизавета Петровна и Анна Леопольдовна на гравюре Б. Чорикова

Вернувшись домой, Елизавета собрала своих сторонников на совещание, на котором было решено произвести переворот вечером следующего дня. Предусмотрительность этого шага подтвердилась, поскольку на другой день гвардейские полки получили приказ выступить из Петербурга на войну со шведами.
24 ноября (5 декабря) 1741 года, в 23 часа, Елизавета получила сообщение, что гвардейцы готовы поддержать её «революцию». Лесток послал двух наблюдателей к Остерману и Миниху разузнать, не забили ли там тревоги. Ничего подозрительного они не заметили. Сам Лесток отправился в Зимний дворец.
Вернувшись к Елизавете, Лесток нашел её молящейся перед иконой Богоматери. Впоследствии было высказано предположение, что именно в эту минуту она дала обет отменить смертную казнь, в случае удачи опасного предприятия.
В соседней комнате собрались все её приближенные: Разумовский, братья Шуваловы, Михаил Воронцов, принц Гессен‑Гомбургский, его жена Анастасия Трубецкая и родные цесаревны: Василий Салтыков (дядя Анны Иоанновны), её кузены Скавронские, Ефимовские и Гендриковы.
Цесаревна надела кавалерийскую кирасу, села в сани и по темным и заснеженным улицам столицы поехала в казармы Преображенского полка. Там она обратилась к своим приверженцам со словами, которые по-разному воспроизводят в исторических сочинениях: «Други мои! Как вы служили отцу моему, то при нынешнем случае и мне послужите верностью вашею!» или: «Ребята! Вы знаете, чья я дочь, ступайте за мной». Гвардейцы отвечали: «Матушка, мы готовы, мы их всех убьём». Елизавета возразила: «Если вы хотите поступать таким образом, то я не пойду с вами». Понимая, что ненависть её сторонников обращена против иностранцев, она сразу же объявила, что «берет всех этих иноземцев под своё особое покровительство». Она взяла крест, встала на колени, а за нею и все присутствующие, и сказала; «Клянусь умереть за вас, клянетесь ли вы умереть за меня?» «Клянёмся!!!», — прогремела толпа.

## Арест брауншвейгского семейства

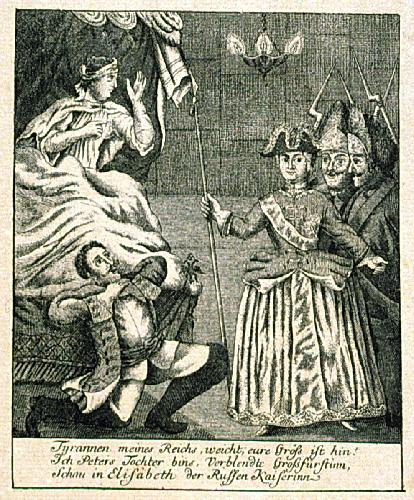
Цесаревна Елизавета и преображенцы в спальне Анны Леопольдовны. Народная гравюра середины XVIII века.

Выйдя из саней на Адмиралтейской площади, Елизавета в сопровождении трёхсот солдат направилась к Зимнему дворцу. Солдаты нервничали, спешили, цесаревна с трудом шла по снегу. Тогда гренадеры подхватили её на свои широкие плечи и внесли в Зимний дворец. Все входы и выходы тут же были перекрыты, караул сразу же перешёл на сторону мятежников. Гренадеры устремились в императорские апартаменты на втором этаже. Солдаты разбудили и арестовали Анну Леопольдовну и её мужа Антона Ульриха.
Шетарди в своём донесении во Францию отмечал: «Найдя великую княгиню правительницу в постели и фрейлину Менгден, лежавшую около неё, принцесса [Елизавета] объявила первой об аресте. Великая княгиня тотчас подчинилась её повелениям и стала заклинать её не причинять насилия ни ей с семейством, ни фрейлине Менгден, которую она очень желала сохранить при себе. Новая императрица обещала ей это». Миних, которого примерно в те же минуты невежливо разбудили и даже побили мятежники, писал, что, ворвавшись в спальню правительницы, Елизавета произнесла банальную фразу: «Сестрица, пора вставать!» Кроме этих версий, есть и другие. Авторы их считают, что, заняв дворец, Елизавета послала Лестока и Воронцова с солдатами на «штурм» спальни правительницы и сама при аресте племянницы не присутствовала.
Анна Леопольдовна с Антоном Ульрихом спустились из апартаментов на улицу, сели в приготовленные для них сани и позволили увезти себя из Зимнего дворца. Однако не всё прошло гладко при «аресте» годовалого императора. Солдатам был дан строгий приказ не поднимать шума и взять ребёнка только тогда, когда он проснётся. Около часа они молча простояли у колыбели, пока мальчик не открыл глаза и не закричал от страха при виде гренадеров. Кроме того, в суматохе сборов в спальне уронили на пол четырёхмесячную сестру императора, принцессу Екатерину Антоновну. Как выяснилось впоследствии, от этого удара она оглохла.
Императора Ивана Антоновича принесли Елизавете, и она, взяв его на руки, якобы сказала: «Малютка, ты ни в чём не виноват!» Что делать с младенцем и его семьёй, никто толком не знал. Так с ребёнком на руках Елизавета поехала в свой дворец. Вернувшись домой, она направила во все концы города гренадёр, в первую очередь — в места расположения войск, откуда они привезли новой государыне полковые знамёна. За всеми вельможами послали курьеров с приказанием немедленно явиться во дворец.

## Манифест о вступлении на престол

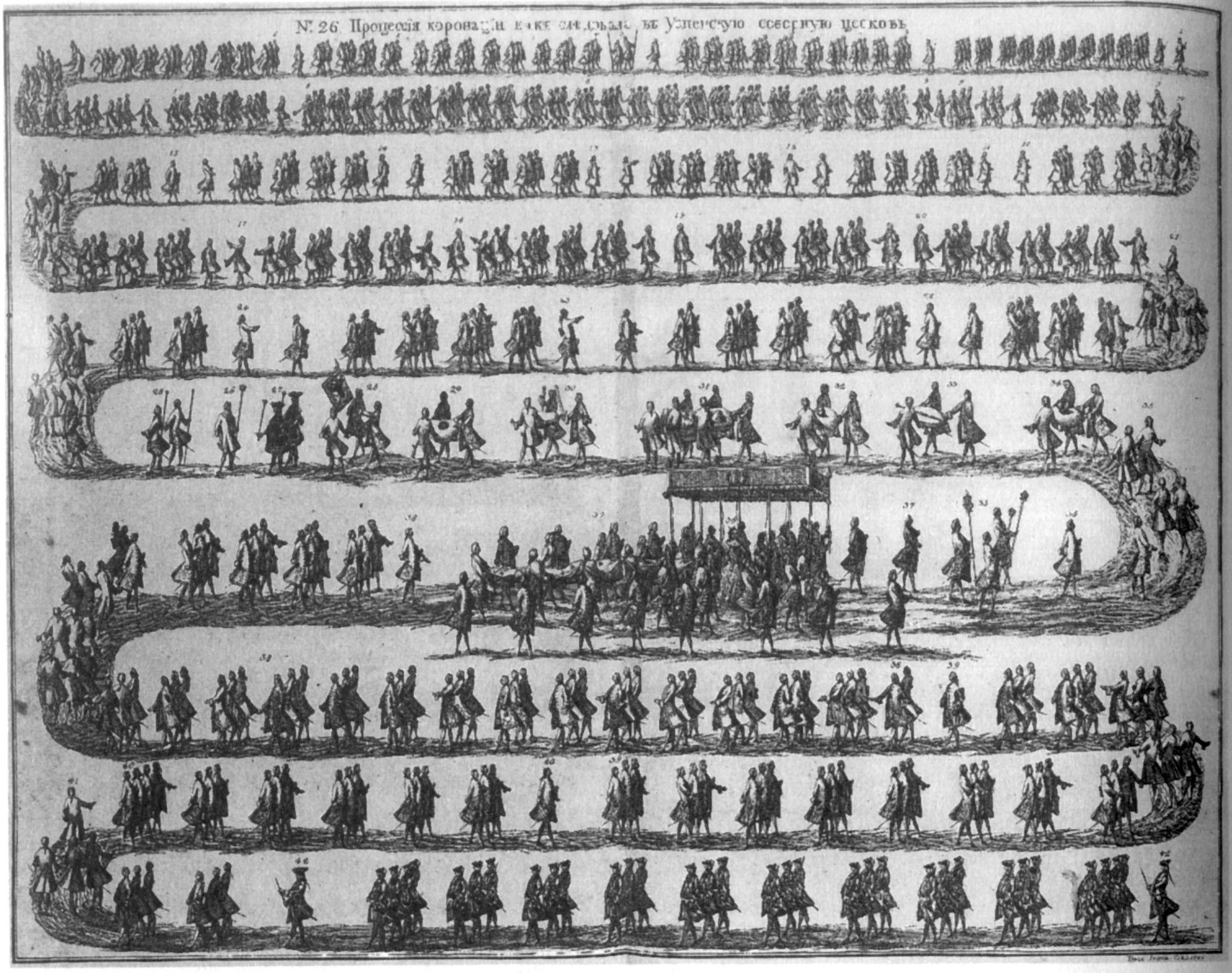
Коронационная процессия

К утру 25 ноября (6 декабря) 1741 года были готовы форма присяги и манифест, в котором провозглашалось, что Елизавета Петровна вступила на престол «по законному праву, по близости крови к самодержавным .. родителям». Над этими документами потрудились назначенный канцлером князь A. M. Черкасский, секретарь Бреверн и новый глава русской дипломатии А. П. Бестужев‑Рюмин.
Вызванные и построенные у Зимнего дворца полки принесли присягу. Солдаты прикладывались сначала к Евангелию и кресту, потом подходили к праздничной чарке. Под приветственные крики «Виват», залпы салютов с бастионов Адмиралтейской и Петропавловской крепостей Елизавета торжественно и чинно проследовала в свою резиденцию.
28 ноября (9 декабря) 1741 года был издан второй манифест, в котором право дочери Петра I на российскую корону подкреплялось ссылкой на завещание Екатерины I. Иван Антонович был объявлен незаконным государем, не имевшим «никакой уже ко всероссийскому престолу принадлежащей претензии, линии и права». Монеты с его изображением были изъяты из обращения, а множество листов с присягой на верность ему публично сожжены на площадях «при барабанном бое».
Для личной охраны императрицы на случай попыток перехватить у неё бразды верховного правления в декабре 1741 года была учреждена особая лейб-компания. Наиболее могущественные люди предыдущего правления — Миних, Левенвольде и Остерман — были приговорены к смертной казни, заменённой ссылкой в Сибирь — дабы показать терпимость новой самодержицы. Брауншвейгское семейство было выслано в Европу, но по дороге задержано в Риге до окончательного решения их участи.